# Branko Filaković
Branko Filaković (Santovo, Mađarska 1942. – Pečuh, Mađarska, 22. veljače 1991.) je bio hrvatski pjesnik, publicist i kulturni djelatnik iz Mađarske.
Pučku školu je pohađao u rodnom Santovu, a srednju školu je pohađao u Budimpešti. Ondje je išao u hrvatsko-srpsku učiteljsku školu. Nakon toga je išao na višu školu u Pečuhu.
Prvi posao je dobio u Koljnofu, gdje je radio kao učitelj. Kasnije je radio u hrvatskoj osnovnoj školu u Pečuhu, a od 1970. se zaposlio na mađarskoj državnoj televiziji gdje je radio kao novinar odnosno uređivao Hrvatsko-srpsku redakciju.
Pisao je za Narodne novine i Narodni kalendar. Važio je kao jedan od najsvjesnijih Hrvata u Mađarskoj.

## Djela
- Zatajiti korijene tuge i duge, pjesme

Dio pjesama mu je objavljen u antologiji U kolo 1969. Neke pjesme su mu ušle u antologiju hrvatske poezije u Mađarskoj 1945. – 2000. urednika Stjepana Blažetina Rasuto biserje.
Svojim djelima je ušao u antologiju Pjesništvo Hrvata u Mađarskoj = Poemaro de kroatoj en Hungario, urednika Đure Vidmarovića, Marije Belošević i Mije Karagića.
2007. mu je u Pečuhu otkrivena spomen-ploča na zidu zgrade Mađarskog radija, gdje je bio urednikom (pored njega, urednici hrvatskog programa su bili i Anka Poljak, Marija Fekete, Stipan Filaković, Đuro Franković i dr.).

## Vanjske poveznice i izvori
- Hrvatska književnost u Mađarskoj[neaktivna poveznica]
- Hrvatski glasnik br.43/2007.  Arhivirana inačica izvorne stranice od 5. ožujka 2016. (Wayback Machine) Spomen-ploča - znak sjećanja na novinara i pjesnika Branka Filakovića, 25. listopada 2007.
- Hrvatski glasnik br.5/2008.  Arhivirana inačica izvorne stranice od 5. ožujka 2016. (Wayback Machine) U službi slušateljstva, 31. siječnja 2008.